# Брайт Осаї-Семюел
Брайт Осаї-Семюел (англ. Bright Osayi-Samuel, нар. 31 грудня 1997) — нігерійський футболіст, півзахисник турецького клубу «Фенербахче».
Виступав, зокрема, за клуби «Блекпул» та «КПР».

## Ігрова кар'єра
Народився 31 грудня 1997 року. Вихованець футбольної школи клубу «Блекпул». Дорослу футбольну кар'єру розпочав 2015 року в основній команді того ж клубу, в якій провів два сезони, взявши участь у 64 матчах чемпіонату. Більшість часу, проведеного у складі «Блекпула», був основним гравцем команди.
Своєю грою за цю команду привернув увагу представників тренерського штабу клубу «КПР», до складу якого приєднався 2017 року. Відіграв за лондонську команду наступні чотири сезони своєї ігрової кар'єри. Граючи у складі «Квінз Парк Рейнджерс» також здебільшого виходив на поле в основному складі команди.
До складу клубу «Фенербахче» приєднався 2021 року. Станом на 11 вересня 2019 року відіграв за стамбульську команду 39 матчів в національному чемпіонаті.

## Статистика виступів

### Статистика клубних виступів
| Сезон                  | Команда                | Чемпіонат              | Чемпіонат | Чемпіонат | Національний кубок | Національний кубок | Національний кубок | Континентальні кубки | Континентальні кубки | Континентальні кубки | Інші змагання | Інші змагання | Інші змагання | Усього | Усього | Усього |
| Сезон                  | Команда                | Ліга                   | Ігор      | Голів     | Ліга               | Ігор               | Голів              | Ліга                 | Ігор                 | Голів                | Ліга          | Ігор          | Голів         | Ігор   | Голів  |        |
| ---------------------- | ---------------------- | ---------------------- | --------- | --------- | ------------------ | ------------------ | ------------------ | -------------------- | -------------------- | -------------------- | ------------- | ------------- | ------------- | ------ | ------ | ------ |
| бер.-черв. 2015        | «Блекпул»              | ЧФЛ                    | 6         | 0         | КА+КЛ              | -                  | -                  | -                    | -                    | -                    | -             | -             | -             | 6      | 0      |        |
| 2015–16                | «Блекпул»              | FL1                    | 23        | 0         | КА+КЛ              | 0+1                | 0                  | -                    | -                    | -                    | EFLT          | 2             | 0             | 26     | 0      |        |
| 2016–17                | «Блекпул»              | FL2                    | 31+2      | 4         | КА+КЛ              | 4+1                | 1+0                | -                    | -                    | -                    | EFLT          | 4             | 0             | 42     | 5      |        |
| серп. 2017             | «Блекпул»              | FL1                    | 4         | 0         | КА+КЛ              | 0+1                | 0                  | -                    | -                    | -                    | EFLT          | 0             | 0             | 5      | 0      |        |
| Усього за «Блекпул»    | Усього за «Блекпул»    | Усього за «Блекпул»    | 64+2      | 4         |                    | 7                  | 1                  |                      | -                    | -                    |               | 6             | 0             | 79     | 5      |        |
| серп. 2017–18          | «КПР»                  | ЧФЛ                    | 18        | 1         | КА+КЛ              | 0+1                | 0                  | -                    | -                    | -                    | -             | -             | -             | 19     | 1      |        |
| 2018–19                | «КПР»                  | ЧФЛ                    | 27        | 2         | КА+КЛ              | 4+3                | 0+1                | -                    | -                    | -                    | -             | -             | -             | 34     | 3      |        |
| 2019–20                | «КПР»                  | ЧФЛ                    | 37        | 5         | КА+КЛ              | 2+1                | 1+0                | -                    | -                    | -                    | -             | -             | -             | 40     | 6      |        |
| 2020-січ. 2021         | «КПР»                  | ЧФЛ                    | 21        | 3         | КА+КЛ              | 1+1                | 0+0                | -                    | -                    | -                    | -             | -             | -             | 23     | 3      |        |
| Усього за «КПР»        | Усього за «КПР»        | Усього за «КПР»        | 103       | 11        |                    | 12                 | 2                  |                      | -                    | -                    |               | -             | -             | 116    | 13     |        |
| січ.-черв. 2021        | «Фенербахче»           | СЛ                     | 18        | 1         | КТ                 | 1                  | 0                  | -                    | -                    | -                    | -             | -             | -             | 19     | 0      |        |
| 2021–22                | «Фенербахче»           | СЛ                     | 21        | 1         | КТ                 | 2                  | 1                  | ЛЄ+UECL              | 8+1                  | 0+0                  | -             | -             | -             | 32     | 2      |        |
| Усього за «Фенербахче» | Усього за «Фенербахче» | Усього за «Фенербахче» | 39        | 2         |                    | 3                  | 1                  |                      | 9                    | 0                    |               | -             | -             | 51     | 3      |        |
| Усього за кар'єру      | Усього за кар'єру      | Усього за кар'єру      | 208       | 17        |                    | 22                 | 4                  |                      | 9                    | 0                    |               | 6             | 0             | 245    | 21     |        |

## Титули і досягнення
- Володар Кубка Туреччини (1):

«Фенербахче»: 2022-23